# ماري ميرفي
ماري ميرفي (بالإنجليزية: Mary Murphy)‏ (و. 1931 – 2011 م) هي ممثلة، وممثلة تلفزيونية، من الولايات المتحدة الأمريكية، ولدت في واشنطن العاصمة، توفيت في لوس أنجلوس، عن عمر يناهز 80 عاماً.

## وصلات خارجية
- ماري ميرفي على موقع IMDb (الإنجليزية)
- ماري ميرفي على موقع ألو سيني (الفرنسية)
- ماري ميرفي على موقع أول موفي (الإنجليزية)
- ماري ميرفي على موقع قاعدة بيانات الأفلام السويدية (السويدية)
- ماري ميرفي على موقع قاعدة بيانات الأفلام السويدية (السويدية)
- ماري ميرفي على موقع إن إن دي بي (الإنجليزية)
- ماري ميرفي على موقع قاعدة بيانات الفيلم (الإنجليزية)
- ماري ميرفي على موقع كينوبويسك (الروسية)